# Storstockholms Lokaltrafik

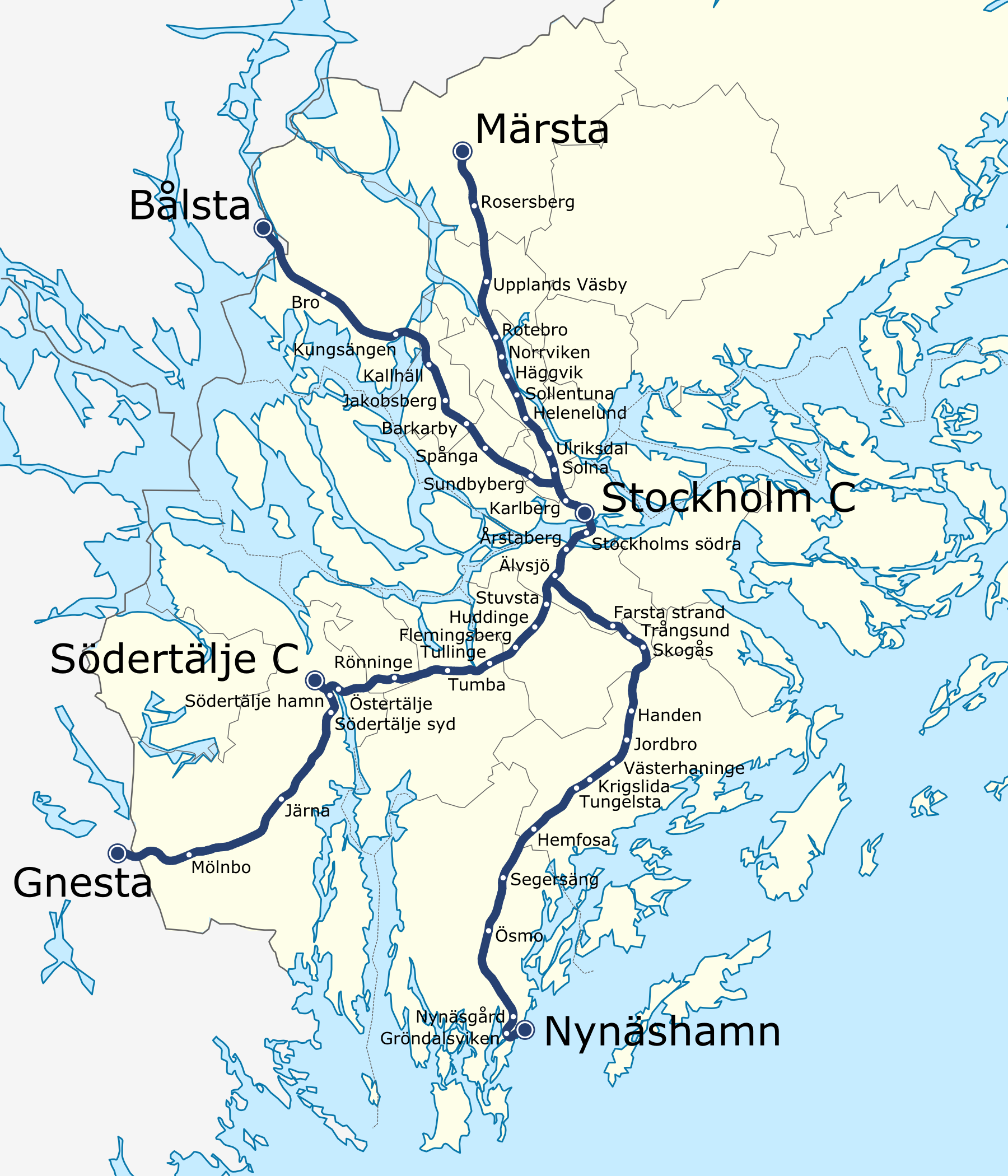
Kaart van de spoortlijnen van SL.

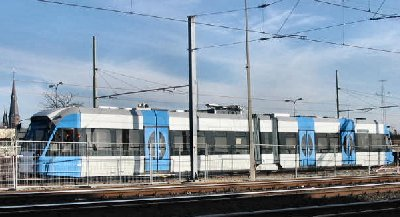
A32-tramstel voor Tvärbanan (L22).

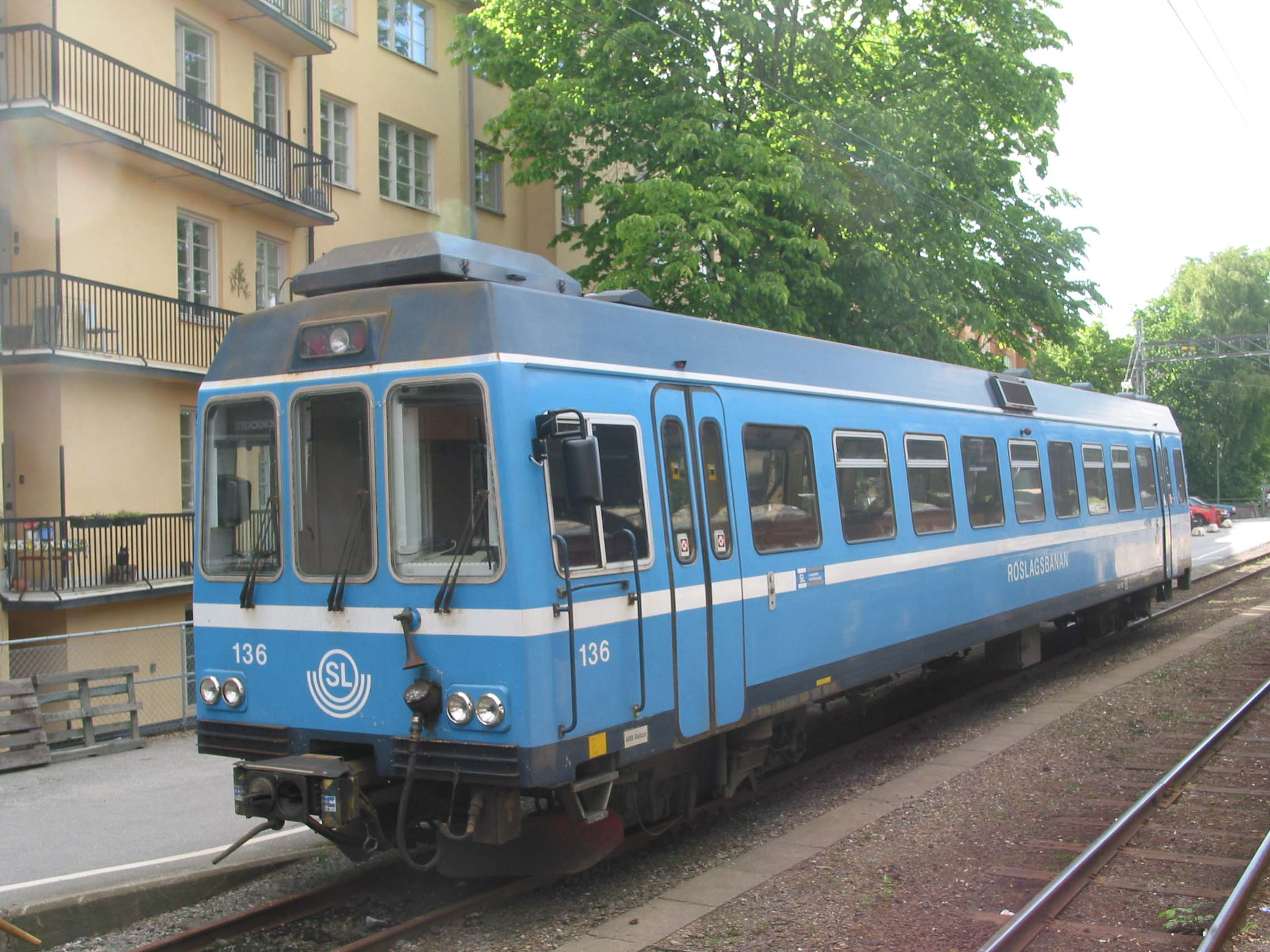
Roslagsbanan

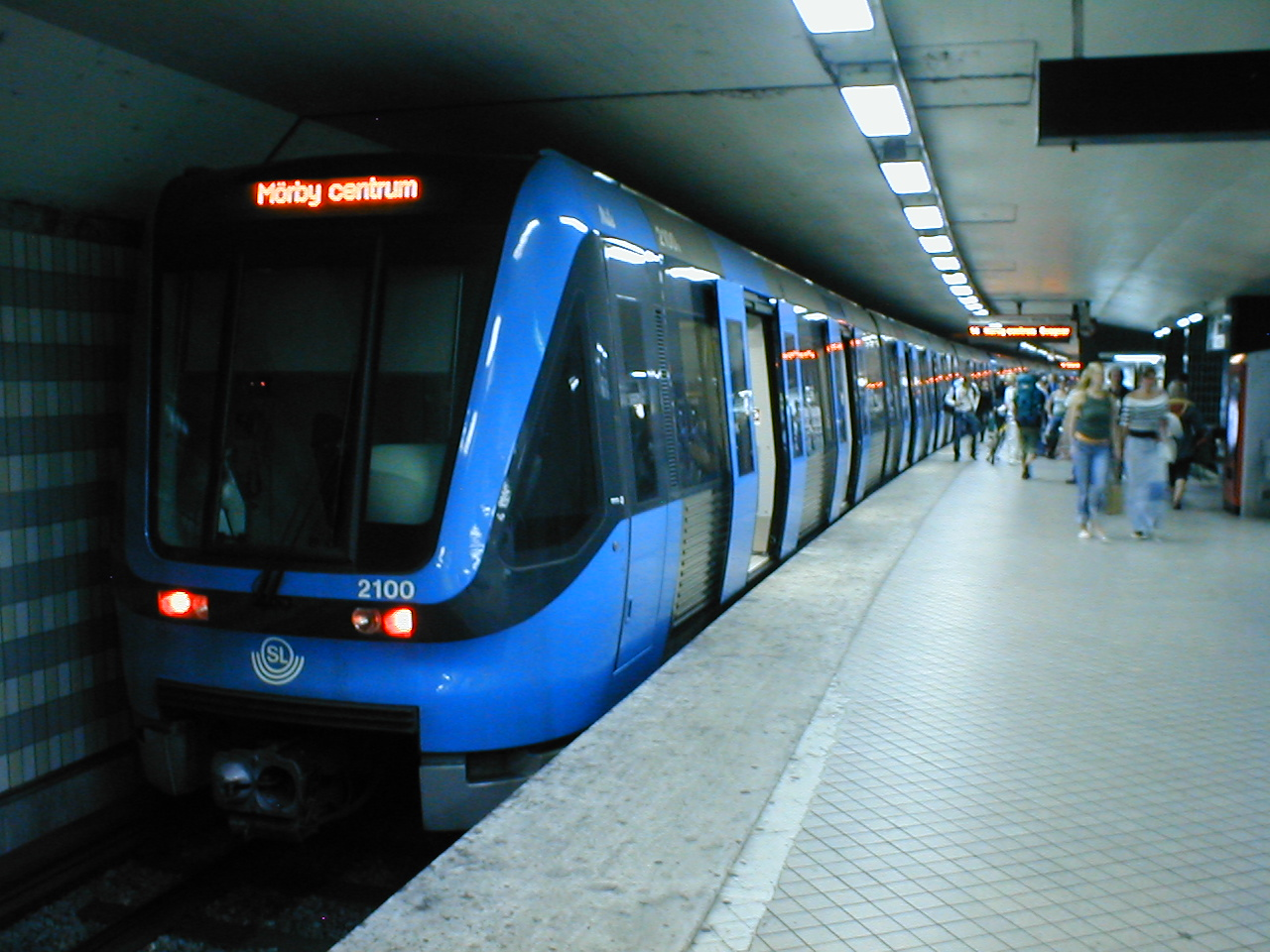
Modern metromaterieel type C20 ('Vagn 2000')

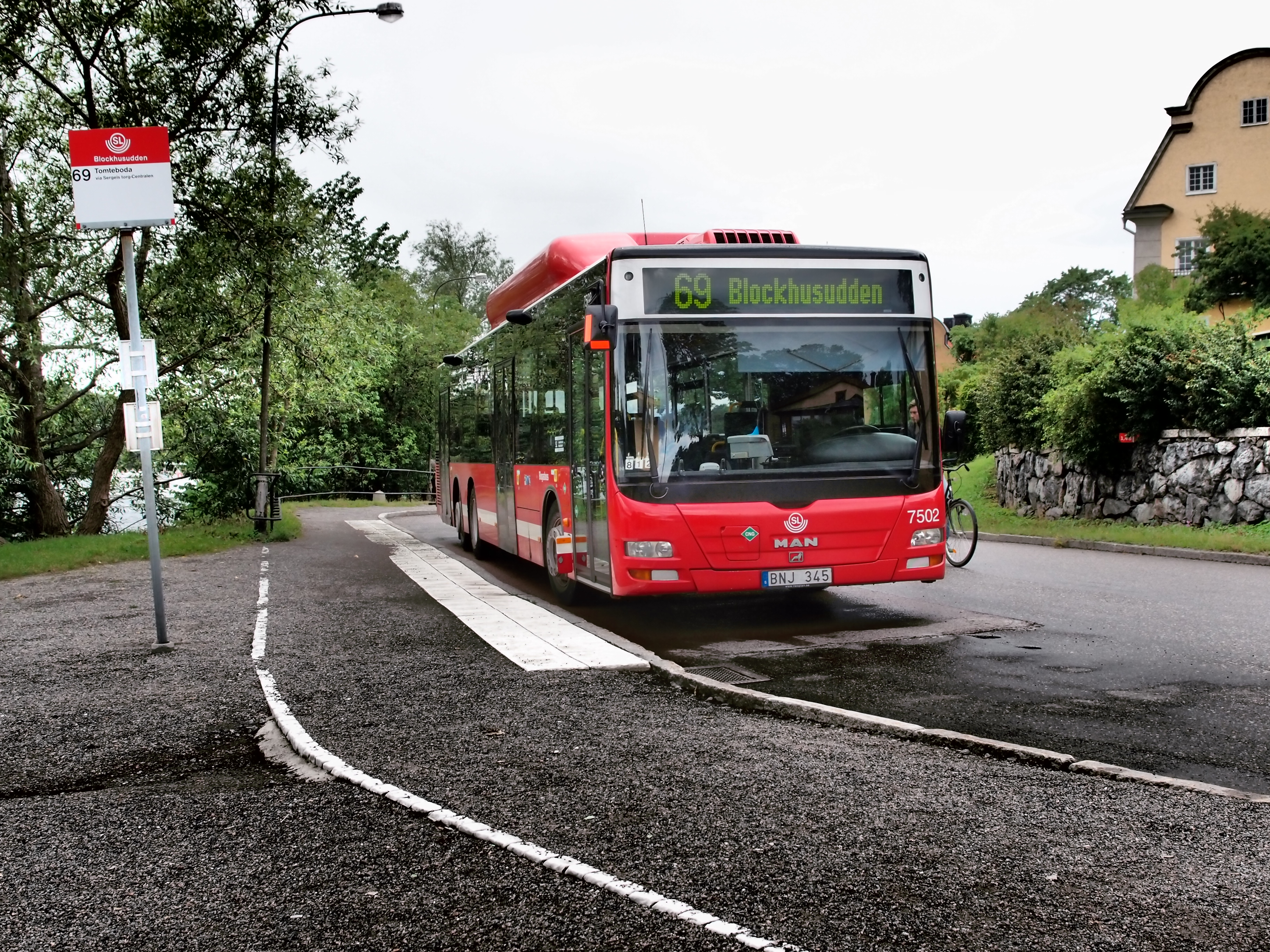
SL-bus op lijn 69

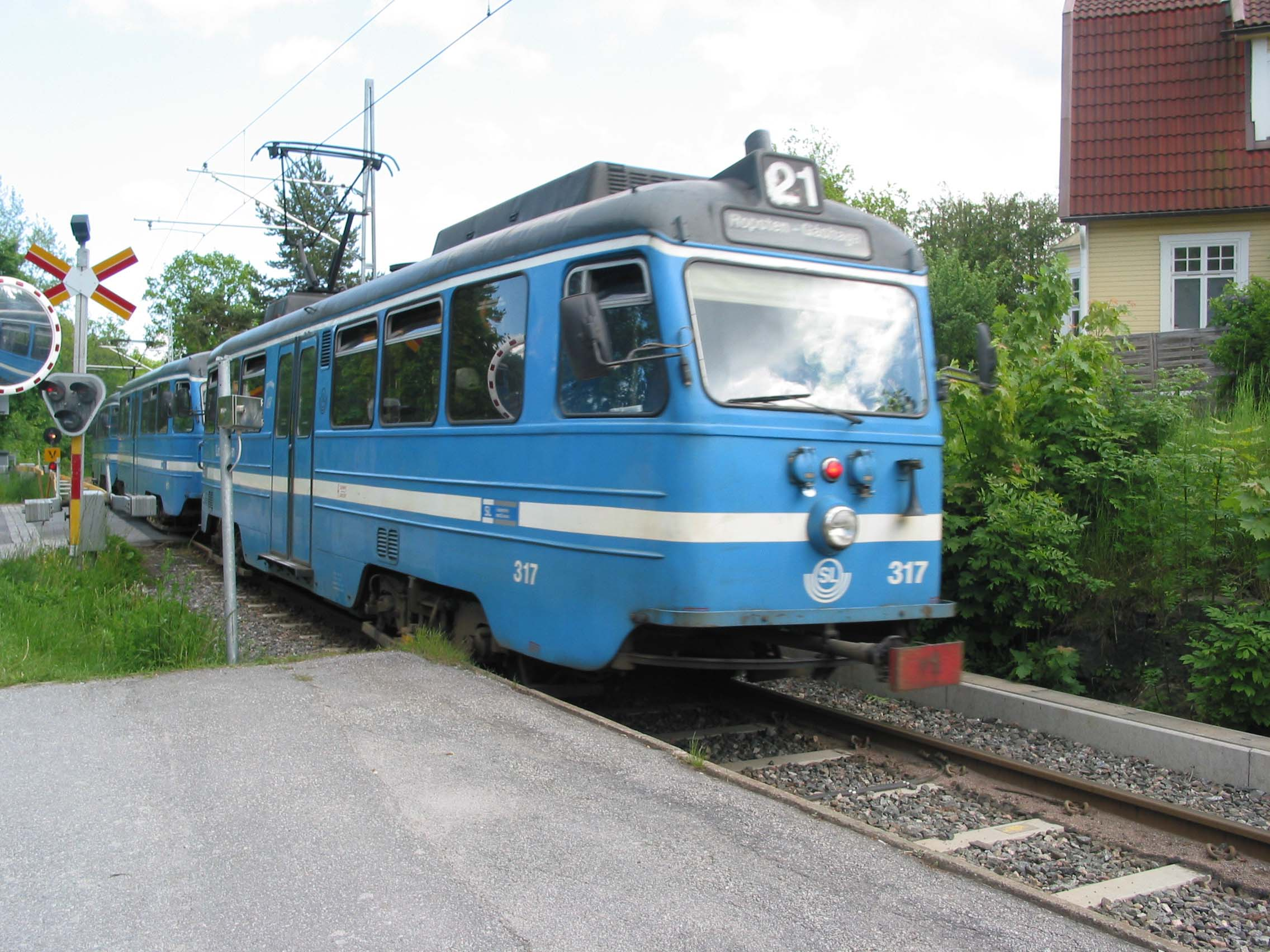
Lidingöbanan

AB Storstockholms Lokaltrafik (SL) is de beheerder van bus, tram, metro en enkele treindiensten in de provincie Stockholms län.
SL voert de exploitatie niet zelf uit, maar verleent concessies aan private ondernemingen als Veolia Transport, Busslink en Swebus. Daardoor heeft SL zelf maar 500 mensen in dienst. De ontwikkelfunctie blijft bij SL en alle voertuigen zijn geschilderd in de SL-huisstijl.
Oorspronkelijk was SL het gemeentevervoerbedrijf van de gemeente Stockholm. In de jaren negentig is het bedrijf omgevormd tot een ov-autoriteit voor de gehele provincie.
Dagelijks reizen 600.000 mensen met het openbaar vervoer van Storstockholms Lokaltrafik.

## Trein
Storstockholms Lokaltrafik gebruikt(e) de volgende treinen voor de uitvoering van de treindiensten:
- C10
- X10, gesloopt in 2017. 8 treinstellen verkocht aan andere vervoerders.
- X10p
- X60
- X420, tijdelijke inzet tijdens instroom van X 60, gesloopt in 2005.

De Storstockholms Lokaltrafik gebruikt deze treinen op de volgende trajecten:
- 40: Uppsala – Södertälje (X60)
- 41: Märsta – Södertälje (X60)
- 41X: Märsta – Tumba (X60)
- 42X: Nynäshamn – Märsta (X60)
- 43: Nynäshamn – Bålsta (X60)
- 43X: Nynäshamn – Kallhäll (X60)
- 48: Södertälje – Gnesta (X60)
- 25/26: Saltsjöbanan (C10)
- 27/28/29: Roslagsbanan. (X10p) Spoorweg met een spoorwijdte van 891 millimeter (3 Zweedse voet).

### Citybanan Stockholm
De SL treinen rijden al op sporen die grotendeels gescheiden van het andere spoorvervoer. Bij het Centraal station van Stockholm moet echter al het Noord-Zuid treinverkeer afgehandeld worden op twee sporen. Om deze flessenhals op te lossen en SL treinen een eigen verbinding door de stad te geven is het Citybanan Stockholm project gestart. Citybanan werd in 2017 geopend.

## Tram
- 7: Djurgårdslinjen. Stadstramlijn tussen Sergels torg en Waldemarsudde. Sinds 1991 een museumtramlijn, maar in 2010 onder de naam Spårväg City verlengd naar het stadscentrum. Er rijdt nog steeds historisch materieel als lijn 7N op het deeltraject Norrmalmstorg – Skansen. Voor de dienst naar Sergels torg waren voorlopig moderne lagevloertrams van het type A34 (Flexity Classic), in zwarte kleur, geleend van de trambedrijven van Norrköping (nummers 33-35) en Frankfurt am Main (262-264). Toen zij teruggingen naar die steden werden zij tijdelijk vervangen door nieuwe trams van ditzelfde type (nummers 1-6) die de blauwe kleur droegen van het vroegere Stockholmse trambedrijf, omdat de zwarte trams niet in de smaak vielen bij het publiek. Op hun beurt vertrokken zij in 2013 naar Norrköping om te worden vervangen door nieuwe trams van het type A35 en A36,[1] die zijn gebouwd door CAF.
- 12: Nockebybanan. Aanvoerlijn voor de metro, gereden met Flexity Swift A32- en CAF A35-materieel.
- 21: Lidingöbanan. Tramlijn op het eiland Lidingö, die begint bij het metrostation Ropsten en rijdt met CAF-materieel type A36.
- 30 En 31: Tvärbanan. Een in 2000 geopende sneltramlijn die in een wijde boog om het centrum heen rijdt, met Flexity Swift A32- en CAF A35-materieel.

## Bus
- SL beheert circa 475 buslijnen.